# Албрехт V (Бавария)
Вижте пояснителната страница за други личности с името Албрехт V.
Албрехт V (на немски: Albrecht V, „der Großmütige“; * 29 февруари 1528, Мюнхен; † 24 октомври 1579, Мюнхен) от фамилията Вителсбахи, е херцог на Бавария от 1550 до 1579 г. в Мюнхен.

## Произход
Син е на херцог Вилхелм IV и съпругата му принцеса Мария Якобея фон Баден‎ (1507 – 1580), дъщеря на маркграф Филип I фон Баден от Баден и съпругата му пфалцграфиня Елизабет фон дер Пфалц.

## Управление
Баща му, Вилхелм IV, умира на 7 март 1550 г. и Албрехт V го наследява като херцог на Бавария, в което влизат херцогствата Горна Бавария и Долна Бавария. На 23 декември 1551 г. изгонва евреите и им забранява да живеят в херцогството. Когато пътуват през неговата страна те трябва да имат пропуск и нямат право никъде да пренощуват по-често от един път.
Албрехт V разрешава протестантската литература и пеенето на лутерански псалми в църквите в цялото херцогство, с изключение на Мюнхен.
През 1558 г. той основава Дворцовата библиотека в Мюнхен, днешната Баварска държавна библиотека. Неговата значима колекция от монети поставя началото на Държавната монетна сбирка.
През 1559 г. основава в Мюнхен йезуитски колеж. Албрехт V построява антиквариума в Мюнхенската резиденция и събира известни художници и композитора Орландо ди Ласо в своя двор. Той води живот в лукс.
Въвежда много данъци и въпреки това оставя големи задължения (половин милион гулдена).
Албрехт V е погребан в църквата Фрауенкирхе, Мюнхен.

- Портрет като млад от Ханс Милих
- Албрехт V
- Фрауенкирхе

## Семейство и деца
Албрехт V се жени на 4 юли 1546 г. в Мюнхен за ерцхерцогиня Анна Австрийска (1528 – 1590), дъщеря на император Фердинанд I и принцеса Анна Ягелонина от Бохемия и Унгария, дъщеря на унгарския крал Владислав II. Те имат седем деца:
- Карл (*/† 1547)
- Вилхелм V Благочестиви (1548 – 1626), херцог на Бавария (1579 – 1597), ∞ 1568 принцеса Рената от Лотарингия, дъщеря на херцог Франц I от Лотарингия и Христина Датска, дъщеря на крал Кристиан II от Дания
- Фердинанд (1550 – 1608), генерал ∞ (Морганатичен брак) 1588 Мария Петембек (1573 – 1619)
- Мария Анна (1551 – 1608), ∞ 1571 ерцхерцог Карл II от Вътрешна Австрия
- Максимилиана Мария (1552 – 1614), не се омъжва
- Фридрих (1553 – 1554)
- Ернст (1554 – 1612), архиепископ на Кьолн, епископ на Лиеж

- Анна Австрийска
съпруга
- Игра на шах с Ана